# Hospital Severo Ochoa (metrostation)
Hospital Severo Ochoa is een metrostation in Leganés. Het station werd geopend op 11 april 2003 en wordt bediend door lijn 12 van de metro van Madrid.